# 科赫爾河
49°13′22″N 9°12′7″E / 49.22278°N 9.20194°E

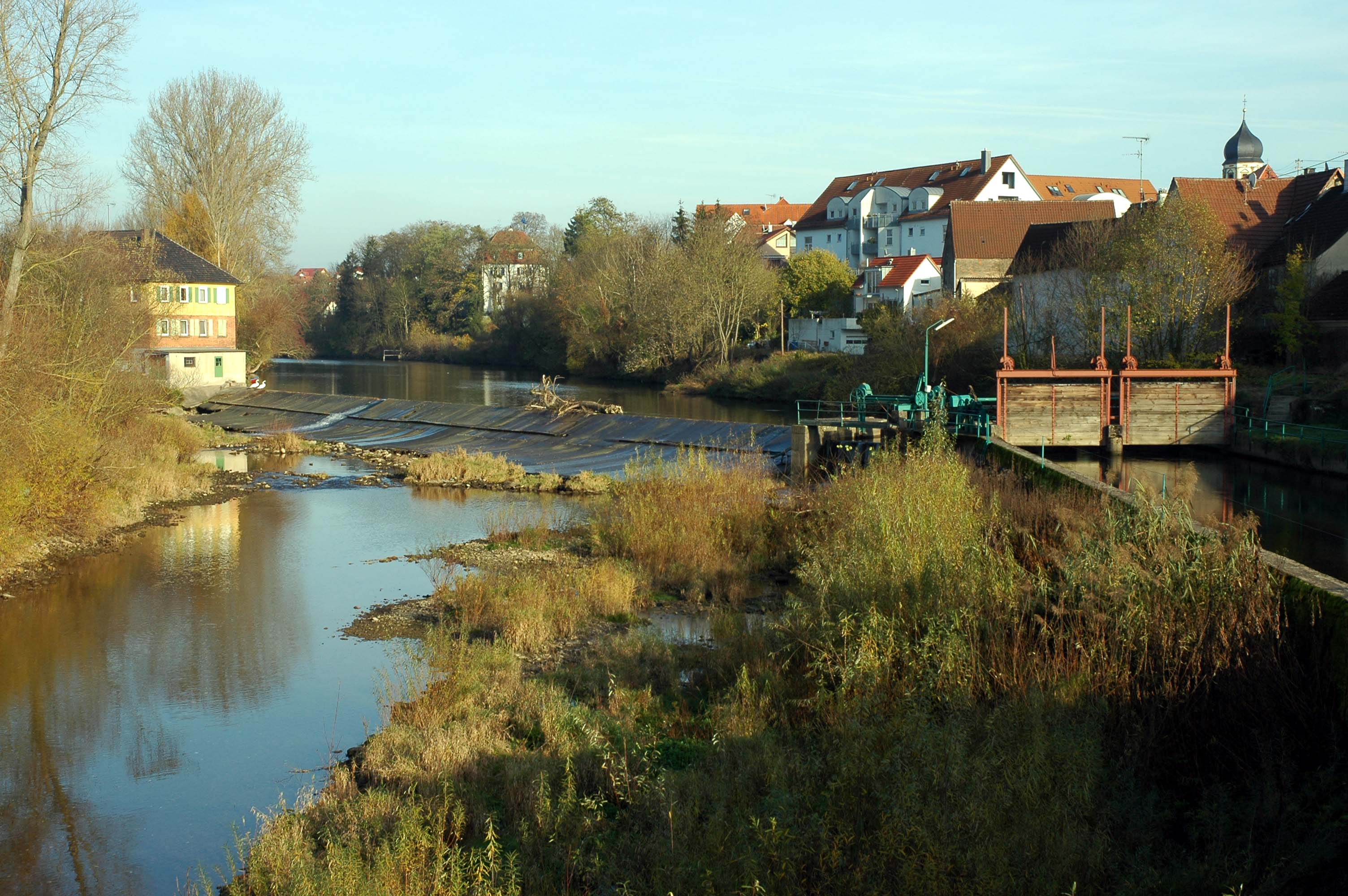

科赫爾河（德语：Kocher）是德國的河流，位於巴登－符騰堡州，屬於內卡河的右支流，河道全長168公里，面積1,800平方公里，發源自上科亨以南，河口處在巴特腓特烈斯哈尔。

## 外部連結
- Der Kocher – Lebensader des Ostalbkreises (German)